# Камелот

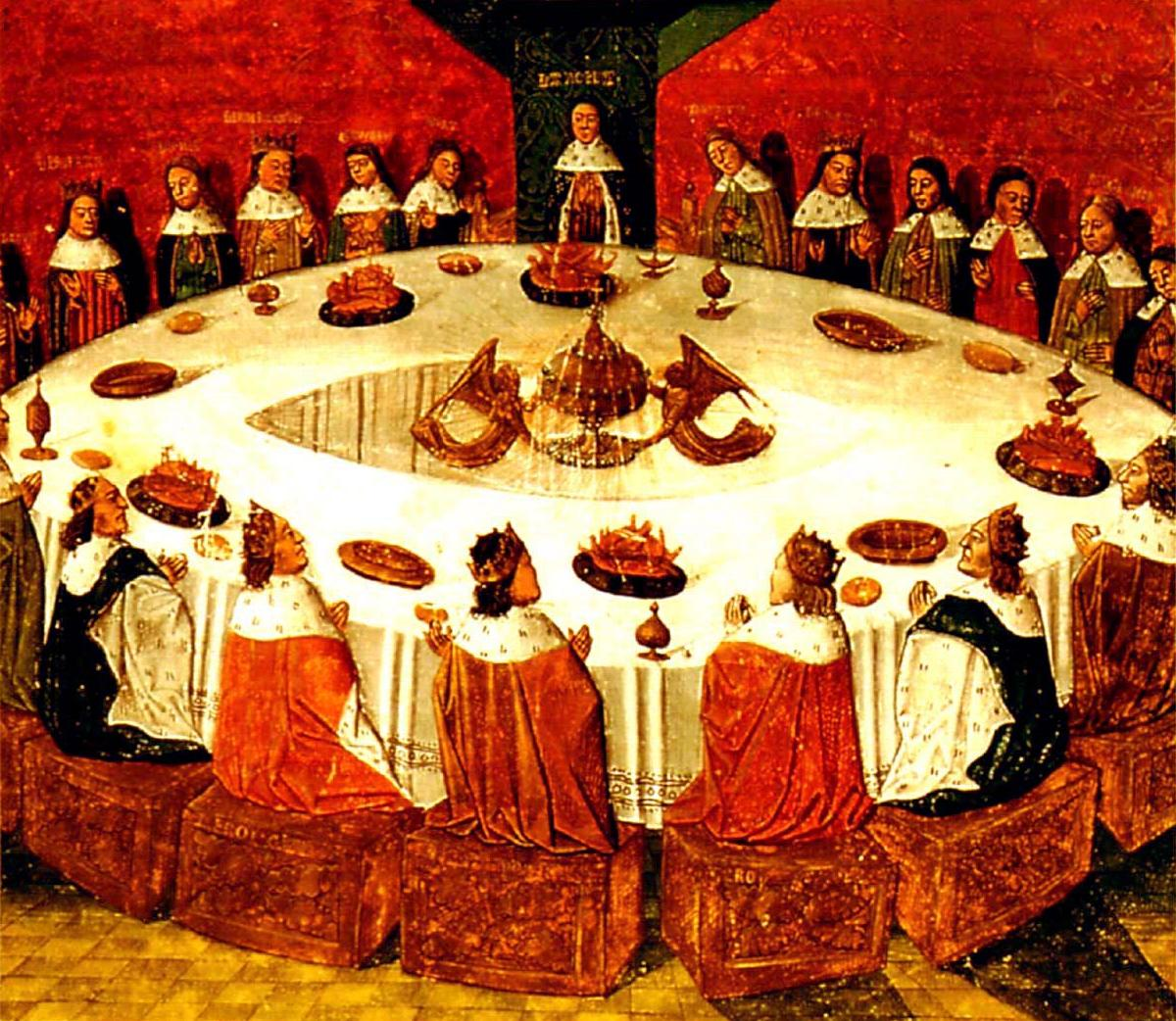
Лицарі «Круглого Столу» в Камелоті

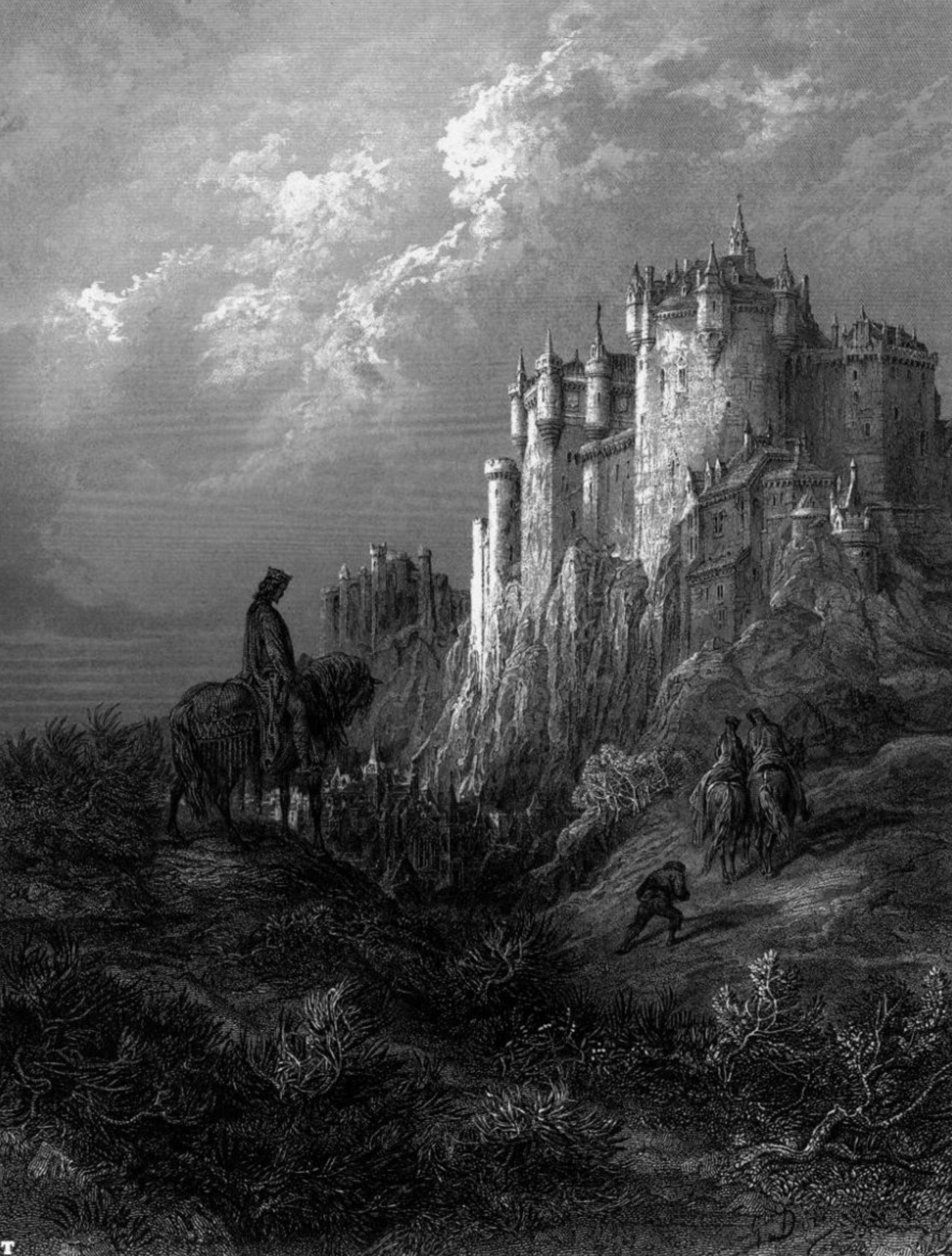
«Камелот», ілюстрація Гюстава Доре, 1868

Камело́т (англ. Camelot) — легендарні фортеця та двір короля Артура. Відсутній у найраніших шарах артурівського міфу, Камелот спершу з’явився у французьких лицарських романах та поступово став столицею Артурового королівства та символом всього світу короля Артура.
Середньовічні тексти розміщують Камелот десь у Британії, інколи асоціюють із якимись реальними місцями, але єдиного ототожнення Камелота нема, оскільки він є чистою вигадкою авторів лицарських романів, із їхньою умовною географією. Тим не менше починаючи з XV сторіччя є спроби знайти «справжній Камелот».

## Розташування
Вперше назва «Камелот» була згадана в романі «Ланселот» (фр. Lancelot), написаний Кретьєном де Труа (Chrétien de Troyes) в дванадцятому сторіччі. Різні автори у різні часи розміщували Камелот в різних місцях :
- В лицарському романі початку XIII ст. «Перлесво» (Perlesvaus) Камелот стояв на кордоні Логрії та Уельсу. Було й інше місто під назвою Камелот − оселя вдовиці, матері Парсифаля[1];
- В лицарському романі XIII ст. «Паламед» Камелот стояв на річці Хамбер[2];
- Сер Томас Мелорі (Sir Thomas Malory) в романі «Смерть Артура» (фр. Le Morte D'arthur, 15-е сторіччя) розмістив Камелот у Вінчестері.
- Ще одна теорія розміщує Камелот біля Тінтаґеля (Tintagel), як вважається, місця народження Артура в Корнуолі.
- В XVII сторіччі Камелот часто ототожнювали з руїнами замку Кедбурі (Cadbury) в Сомерсеті[2]. Деякі історичні дані підтримують цю теорію. Замок Кадбурі — земляний форт залізної доби, розташований біля Гластонбері (яке часто ототожнюють з Авалоном). Поблизу знаходиться річка Кам та селище «Королеви Камел» (колись відоме як Камел). Джон Леланд, який писав за часів правління Генріха VIII, згадує про мешканців цього селища, які називають форт Камалат (Camalat) й посилаються на нього як на дім Артура.

## Історія Камелота
В циклі лицарських романів Вульгата Камелот існував ще за поганських часів. Коли Йосип Ариматейський прибув навертати бриттів, Камелотом правив такий собі Агрест. Він зарубав багатьох новонавернених християн, за що Бог позбавив його розуму. Кінець кінцем Агрест покінчив із собою.
Дещо оптимістичнішою виглядає передісторія Камелота в циклі Пост-Вульгата: там поганський король Камелота зветься Камааліс, він воює з християнами (яких ведуть Мордрен та Насьєн, учні святого Йосипа), спершу перемагає їх та ув’язнює в вежі − але потім пропонує Насьєнові вирішити суперечку в бою. В першій битві Насьєн отримує поранення, але в другій отримує зцілення, і таким чином перемагає Камаліса. Камаліс кінець кінцем приймає нову віру.
В лицарському романі «Паламед» фігурує один із лицарів Утера − Утер з Камелота, тезко короля. (Ймовірно, постав як дублікат).
Все в тій таки Пост-Вульгаті фігурує лицар Хеглан з Камелота, який жив на зорі правління короля Артура. Потім Артур зробив Камелот своєю резиденцією, саме там стояв Круглий Стіл, там же було явлення Грааля та почалися пошуки Грааля. В цих пошуках, до речі, брали участь брати-лицарі Алма, Танадал та Луцес з Камелота, які під час пошуків загинули. Також Пост-Вульгата згадує, що під час пошуків Грааля, коли лицарі роз’їхалися з Камелота, його взяв в облогу король Марко Корнуолльський; після ж битви при Камланні Марко повернувся та все ж спалив Камелот дощенту.

## Камелот як символ шляхетності
Міфи та історії про Камелот й короля Артура розказують й переказують сторіччями. Легенди про Артура, можливо, походять від фактичного історичного правителя на ім'я Артур, який жив у Вельсі в шостому сторіччі, але численні перекази перемістили оповідь далеко від того місця й часу. Через віру, що Артур повернеться, його іноді називають Колишній та Майбутній Король, й Камелот повинен розглядатися не як місце, а як стан розуму або відображення втраченого ідеалу. Теннісон у своїх «Ідиліях Короля» написав, що це символ «поступового зростання людської шляхетності й цивілізації, та духовного розвитку людини».